# Championnat de La Réunion de football 2021
Navigation
R1 2020 R1 2022
Le championnat de La Réunion de football 2021 ou championnat de Régionale 1 Réunion est la 72e édition de la compétition.

## Changements
Alors que le championnat de la Réunion devait se dérouler début mars, la saison fut reportée en juin en raison de la crise sanitaire. Autre changement, la Régionale 1 devait passer à seize équipes, mais devant le refus de la FFF (Fédération Française de Football), la Ligue Réunionnaise de Football a décidé de former deux groupes de huit équipes.
La première phase démarre le 26 juin, dont la fin est fixée au 26 septembre. A l'issue de cette phase, les quatre meilleurs clubs des deux groupes disputeront les plays offs pour le titre de champion, tandis que les moins bien classés devront s'affronter en plays downs, pour ne pas descendre en Régionale 2.Cependant, le rebond épidémique du covid-19 à l'île de la Réunion pousse la lrf à changer de règlement. Finalement seuls les premiers de chaque groupes s'affronteront pour déterminer lequel sera sacré champion de la réunion, tandis que dans le bas de tableau, 4 équipes seront rétrogradées.

### Promus
- FC Parfin
- ASC Makes

### Relégués de l'édition précédente
Aucun

## Les clubs de l'édition 2021
| \| US Sainte-Marienne Capricorne Excelsior Jeanne d'Arc AS Bretagne AF Saint-Louis ASC Makes SDEFA Saint-Denis FC ACF Piton Saint-Leu AS Marsouins Tamponnaise Trois-Bassins FC JSSP St-Pauloise FC Parfin \| Localisation des clubs engagés dans le championnat. |
| US Sainte-Marienne Capricorne Excelsior Jeanne d'Arc AS Bretagne AF Saint-Louis ASC Makes SDEFA Saint-Denis FC ACF Piton Saint-Leu AS Marsouins Tamponnaise Trois-Bassins FC JSSP St-Pauloise FC Parfin                                                           |

| Équipe              | Ville             | Stade                            | Capacité | Classement 2020           |
| ------------------- | ----------------- | -------------------------------- | -------- | ------------------------- |
| AS Excelsior        | Saint-Joseph      | Stade Raphaël Babet              | 1 200    | 1er                       |
| Saint-Denis FC      | Saint-Denis       | Stade Jean-Ivoula                | 12 500   | 2e                        |
| JS Saint-pierroise  | Saint-Pierre      | Stade Michel Volnay              | 8 010    | 3e                        |
| SS Jeanne d'Arc     | Le Port           | Stade Lambrakis                  | 1 058    | 4e                        |
| US Sainte-Marienne  | Sainte-Marie      | Stade Duparc                     | 1 300    | 5e                        |
| AS Capricorne       | Saint-Pierre      | Stade Joffre Labenne             | 300      | 6e                        |
| Trois-Bassins FC    | Les Trois-Bassins | Stade Serge Saint-Alme           | NC       | 7e                        |
| La Tamponnaise      | Le Tampon         | La Tamponnaise                   | 300      | 8e                        |
| AS Bretagne         | Saint-Denis       | Stade Jean-Ivoula                | 12 500   | 9e                        |
| AF Saint-Louisien   | Saint-Louis       | Stade Théophile Hoarau           | 2 500    | 10e                       |
| AS Les Marsouins    | Saint-Leu         | Stade municipal Christol Marivan | 700      | 11e                       |
| ACF Piton Saint-Leu | Saint-Leu         | Stade municipal Christol Marivan | 700      | 12e                       |
| Saint-Denis EFA     | Saint-Denis       | Stade de la Redoute              | 2 500    | 13e                       |
| Saint-Pauloise FC   | Saint-Paul        | Stade Paul-Julius-Bénard         | 8 000    | 14e                       |
| FC Parfin           | Saint-André       | Stade Baby-Larivière             | 1 700    | 1er (Régionale 2 Poule A) |
| ASC Makes           | Saint-Louis       | Stade Théophile Hoarau           | 2 500    | 1er (Régionale 2 Poule B) |

## Compétitions

### Groupe A
| Rang | Équipe             | Pts | J  | G  | N | P  | Bp | Bc | Diff |
| ---- | ------------------ | --- | -- | -- | - | -- | -- | -- | ---- |
| 1    | AS Excelsior T     | 48  | 14 | 11 | 1 | 2  | 42 | 5  | +37  |
| 2    | JS Saint-Pierroise | 43  | 14 | 8  | 5 | 1  | 25 | 11 | +14  |
| 3    | SS Jeanne d'Arc    | 35  | 14 | 5  | 6 | 3  | 25 | 13 | +12  |
| 4    | Trois-Bassins FC   | 34  | 14 | 6  | 3 | 5  | 18 | 15 | +3   |
| 5    | FC Parfin P        | 32  | 14 | 4  | 6 | 4  | 14 | 20 | -6   |
| 6    | AS Marsouins       | 26  | 14 | 3  | 3 | 8  | 6  | 24 | -18  |
| 7    | SDEFA              | 24  | 14 | 2  | 4 | 8  | 7  | 29 | -22  |
| 8    | AS Bretagne        | 22  | 14 | 2  | 2 | 10 | 6  | 26 | -20  |

Promotions et relégations
- Qualifié pour la finale
- Qualifié pour les barrages de relégation
- Relégués en R2

Abréviations
- P : Promu de Régionale 2 2020

### Matchs
| Résultats (▼dom., ►ext.)                                   | ASB | ASE | ASM | JEA | JSSP | FCP | SDEFA | TBFC |
| AS Bretagne                                                |     | 1-0 | 0-0 | 1-3 | 0-3  | 1-0 | 0-1   | 2-1  |
| AS Excelsior                                               | 4-0 |     | 4-0 | 0-1 | 2-0  | 8-1 | 6-0   | 0-0  |
| AS Marsouins                                               | 0-0 | 1-5 |     | 1-1 | 0-0  | 0-1 | 1-0   | 0-1  |
| Jeanne d'Arc                                               | 2-0 | 2-0 | 5-0 |     | 1-1  | 1-1 | 6-1   | 3-0  |
| JS Saint-Pierroise                                         | 2-1 | 2-1 | 2-0 | 1-1 |      | 3-1 | 3-0   | 3-1  |
| FC Parfin                                                  | 0-0 | 1-0 | 2-0 | 1-1 | 1-1  |     | 1-1   | 2-2  |
| SDEFA                                                      | 1-0 | 0-5 | 0-1 | 1-1 | 2-2  | 2-0 |       | 0-1  |
| Trois-Bassins FC                                           | 5-1 | 0-1 | 3-1 | 2-0 | 0-2  | 2-0 | 0-0   |      |
| - Victoire à domicile - Match nul - Victoire à l'extérieur |     |     |     |     |      |     |       |      |

### Groupe B
| Rang | Équipe              | Pts | J  | G  | N | P  | Bp | Bc | Diff |
| ---- | ------------------- | --- | -- | -- | - | -- | -- | -- | ---- |
| 1    | La Tamponnaise      | 51  | 14 | 12 | 1 | 1  | 34 | 8  | +26  |
| 2    | Saint-Denis FC      | 46  | 14 | 10 | 2 | 2  | 26 | 9  | +17  |
| 3    | US Sainte-Marienne  | 35  | 14 | 6  | 3 | 5  | 21 | 16 | +5   |
| 4    | Capricorne          | 33  | 14 | 5  | 4 | 5  | 17 | 15 | +2   |
| 5    | Saint-Pauloise FC   | 29  | 14 | 3  | 6 | 5  | 10 | 9  | +1   |
| 6    | AF Saint-Louis      | 29  | 14 | 3  | 6 | 5  | 10 | 19 | -9   |
| 7    | ACF Piton Saint-Leu | 26  | 14 | 3  | 3 | 8  | 12 | 25 | -13  |
| 8    | ASC Makes P         | 17  | 14 | 0  | 3 | 11 | 10 | 39 | -29  |

Promotions et relégations
- Qualifié pour la finale
- Qualifié pour les barrages de relégation
- Relégués en R2

Abréviations
- P : Promu de Régionale 2 2020

### Matchs
| Résultats (▼dom., ►ext.)                                   | AFSL | ASCM | ACF | CAP | SDFC | SPFC | TAM | USSM |
| AF Saint-Louis                                             |      | 1-0  | 1-1 | 0-1 | 1-3  | 0-0  | 0-4 | 1-1  |
| ASC Makes                                                  | 1-3  |      | 0-1 | 0-2 | 2-5  | 1-1  | 0-4 | 1-5  |
| ACF Piton Saint-Leu                                        | 0-0  | 1-1  |     | 1-2 | 0-2  | 2-1  | 0-2 | 2-3  |
| Capricorne                                                 | 1-1  | 6-1  | 1-2 |     | 0-1  | 1-1  | 1-4 | 0-0  |
| Saint-Denis FC                                             | 3-0  | 1-1  | 4-0 | 2-1 |      | 1-0  | 2-1 | 1-2  |
| Saint-Pauloise FC                                          | 0-0  | 3-0  | 1-0 | 0-1 | 0-0  |      | 1-1 | 2-0  |
| La Tamponnaise                                             | 3-0  | 3-1  | 4-1 | 2-0 | 1-0  | 1-0  |     | 2-1  |
| US Sainte-Marienne                                         | 1-2  | 3-1  | 3-1 | 0-0 | 0-1  | 1-0  | 1-2 |      |
| - Victoire à domicile - Match nul - Victoire à l'extérieur |      |      |     |     |      |      |     |      |

## Finale
| 28 novembre 2021 | AS Excelsior                                        | 2 - 3 ap              | La Tamponnaise                               | Stade Michel-Volnay, Saint-Pierre |  |
|                  | Yoni Guezello 29e · Mohamed El-Madaghri 115e (pen.) | (1 – 1, 1 – 1, 1 – 2) | 20e 119e Ricardo Sophie · 93e Jordan Leclerc |                                   |  |
|                  | Rapport                                             |                       |                                              |                                   |  |

## Barrage de relégation
| 27 novembre 2021 | AS Les Marsouins | 1 - 0 ap       | AF Saint-Louis | Stade Klébert-Picard, Le Tampon |
|                  |                  | (0 – 0, 0 – 0) |                |                                 |
|                  | Rapport          |                |                |                                 |